# あらゆるものの真ん中で
『あらゆるものの真ん中で』（あらゆるもののまんなかで）は、森山直太朗4作目のフルアルバム。2010年6月9日発売。発売元はユニバーサルミュージック。

## 収録曲
全曲　作詞・作曲：森山直太朗/御徒町凧（14以外）編曲：石川鷹彦（14.15以外）　
1. 何処かで誰かが
2. ラクダのラッパ
3. 花鳥風月
4. 昨日の君と今日の僕
5. 雨だけど雨だから
6. グングルパーニャ
7. 優しさ
8. 四月になれば
9. 夜の公園で渡すつもりのない手紙を書いている
10. 人のことなんて
11. アメリカにいるみたい
12. トルコの人形
13. 知らないことが多すぎる
14. 生きてることが辛いなら（BONUS TRACK） 
作詞：御徒町凧　作曲：森山直太朗　編曲：笹路正徳
15. 涙（BONUS TRACK）　編曲：西海孝